# Sint-Amandsabdij
De Sint-Amandsabdij (Frans: abbaye de Saint-Amand) was een benedictijnenabdij in de plaats Saint-Amand-les-Eaux  (Nederlands: Sint-Amands-aan-de-Skarpe) gelegen in het huidige Noorderdepartement in Frankrijk.

## Geschiedenis
Deze abdij werd gesticht op een verhoging aan de monding van een beekje de Elnon in de Skarpe, door de monnik Amandus omstreeks het jaar 633-639 op gronden die hij dankzij de koninklijke vrijgevigheid (super largitate regia) ontvangen had van de Frankische koning Dagobert I (603-639). De abdij stond ook onder patronage van deze koning. In 679 overleed Amandus in de abdij en werd al spoedig als heilige vereerd, waardoor de abdij een bedevaartsoord werd.
Lange tijd waren de abdij en de plaats bekend onder de naam Elno, tot ze de naam van haar stichter, Sint-Amandus, aannam. De abdij was naast een uitbatings- en ontwikkelingscentrum voor de regio, tevens een van de belangrijkste centra voor intellectuele ontwikkeling in de Karolingische renaissance. Een van de bekendste die er actief was, was Milo van Sint-Amand (Milo Elnonensis monachus; auteur van de Vita sancti Amandi). De monnik Hucbald was een bekend dichter en musicus. Bekende abten van Saint-Amand waren Alcuinus van York (niet zeker) en Arend van Salzburg.
Na de vernietiging door de Noormannen op het einde van de negende eeuw werden de abdijgebouwen hersteld. In de zeventiende eeuw werd de abdij compleet vernieuwd volgens een grandioos en opmerkelijk plan van abt Nicolas du Bois.
In 1672 ontdekte Jean Mabillon er in een manuscript met teksten van de christelijke schrijver Gregorius van Nazianze: een Frankische tekst uit de negende eeuw, het Ludwigslied, dat de overwinning herdenkt van het Frankische leger van Lodewijk III op de Noormannen op 3 augustus 881 tijdens de Slag bij Saucourt-en-Vimeu. Deze tekst wordt als de oudste getuige van de Duitse taal beschouwd.
De abdij werd tijdens de Franse Revolutie genationaliseerd, en vervolgens ontmanteld tussen 1797 en 1820. Het Sint-Stefanusaltaar van Rubens werd met andere geconfisqueerde kunst overgebracht naar de Academie van Valenciennes en later naar het Musée des Beaux-Arts van de stad.

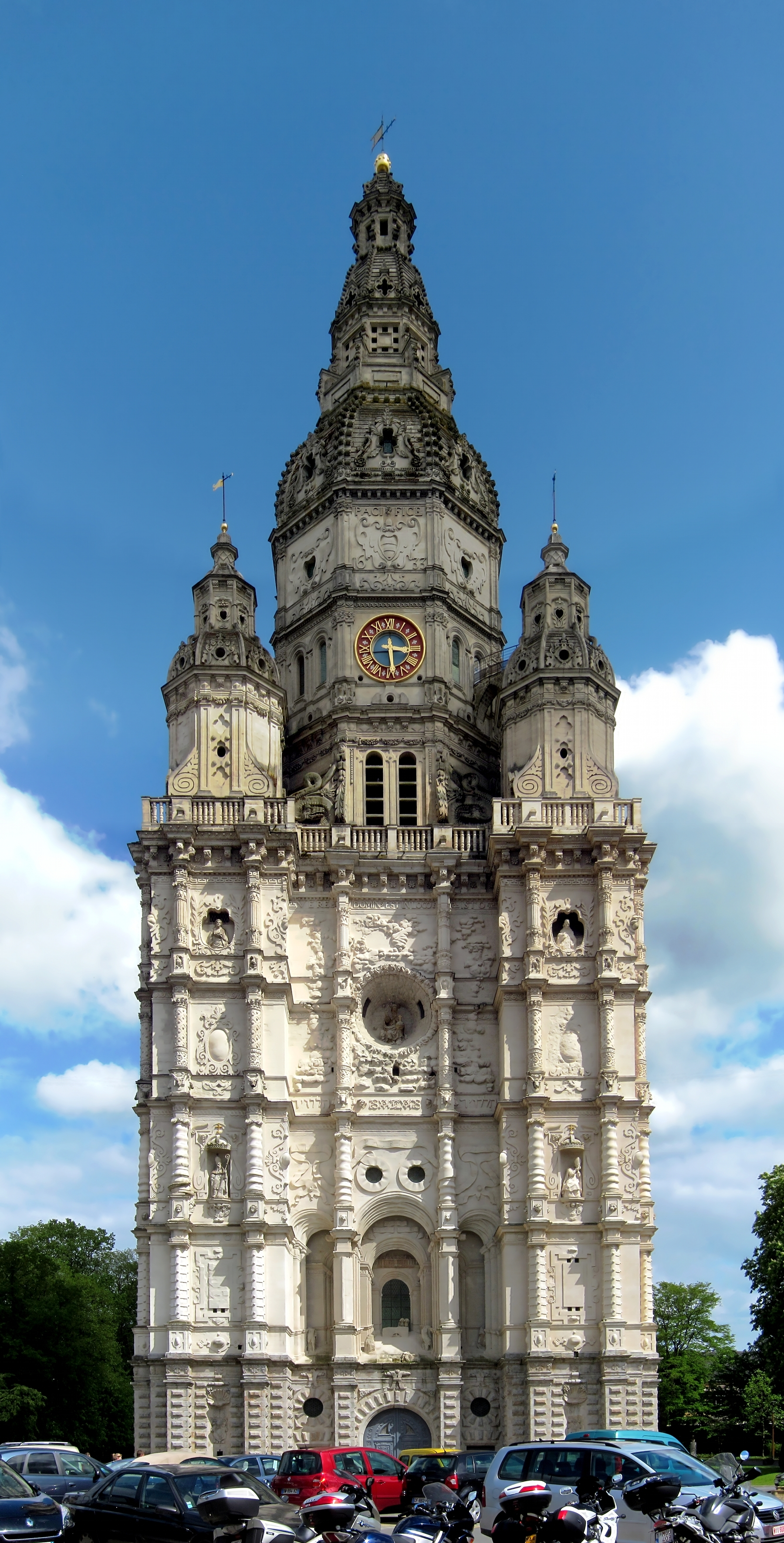
Barokke abdijtoren
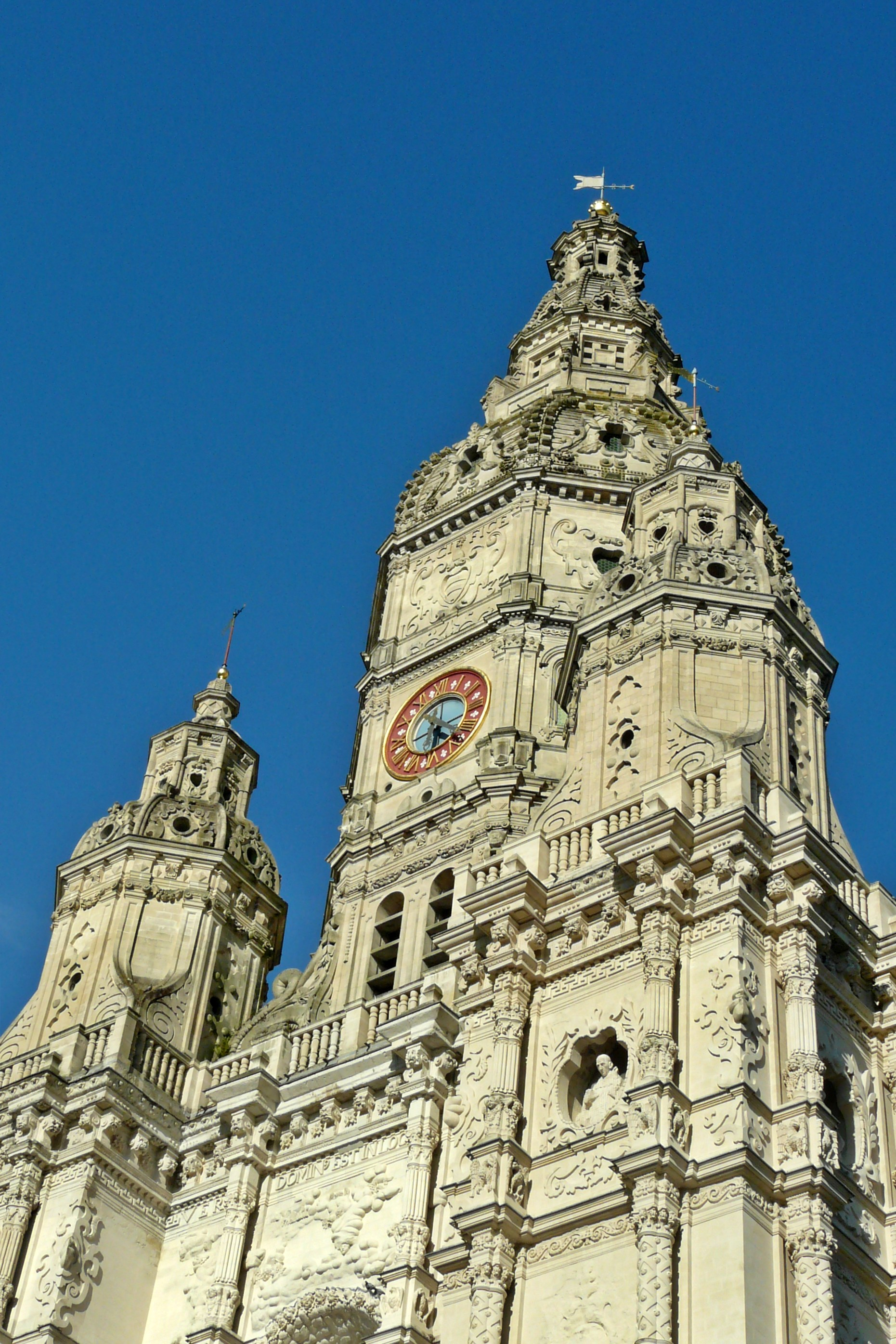
Detail toren
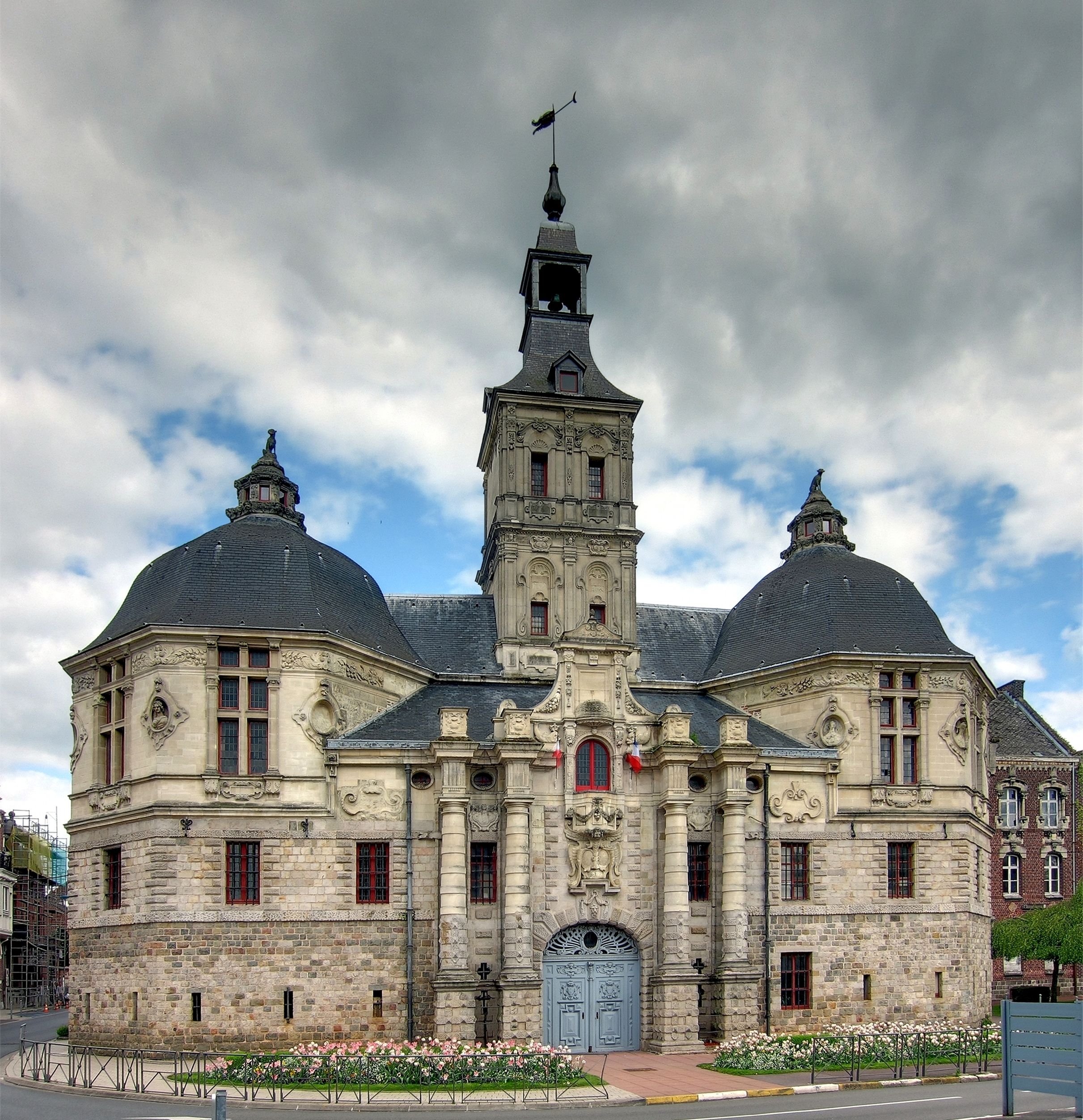
Schepenhuis, abdijportaal
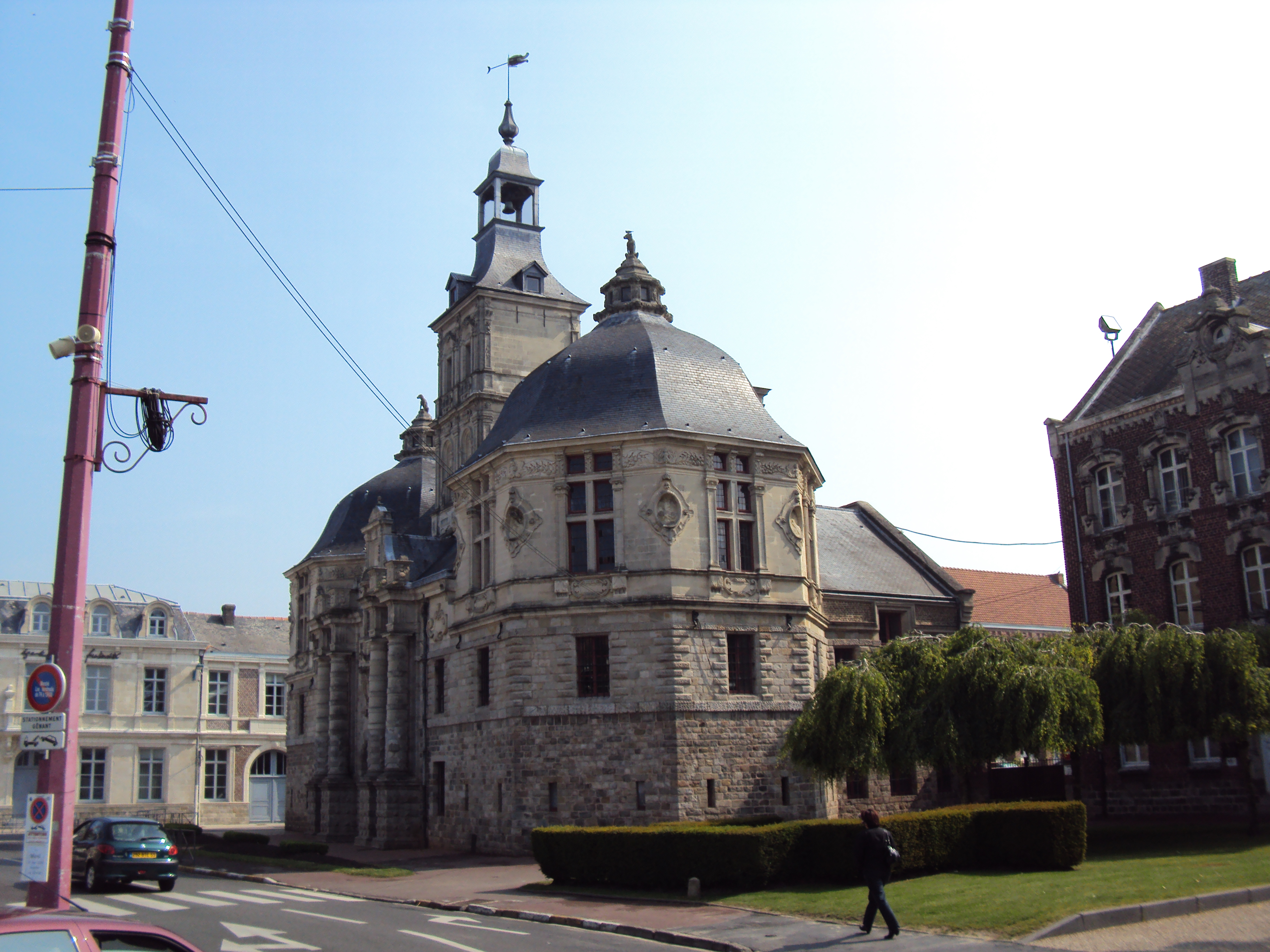
Schepenhuis, zijaanzicht